# Naturalisme (filosofia)
El terme naturalisme, del llatí naturalis, el que està d'acord i es deriva de la naturalesa (natura). En filosofia, el naturalisme és la idea que només les lleis i les forces naturals (a diferència de les sobrenaturals o espirituals) operen a l'univers. Els adherents al naturalisme afirmen que les lleis naturals són les úniques regles que regeixen l'estructura i el comportament del món natural i que l'univers canviant és en totes les etapes producte d'aquestes lleis.
Es fa servir sovint per designar realitats diverses, dues de les quals, especialment, han quallat al llarg de la història en dos moviments que s'han designat a si mateixos amb la paraula naturalisme: en primer lloc, totes aquelles concepcions filosòfiques, de molt divers contingut, que tenen com a característica unificadora considerar la natura, quant a totalitat de realitats físiques existents, com el principi únic i absolut de la realitat; és aquest un naturalisme filosòfic, en segon lloc, un moviment estètic, representat sobretot en literatura, que s'ocupa, com a objecte de representació artística, exclusivament de les produccions de la naturalesa, és aquest un naturalisme literarioartístic.

## Història

### Filosofia antiga i medieval
El naturalisme és sobretot un fenomen occidental, però existeix des de fa temps una idea equivalent als països orientals. El naturalisme va ser el fonament de dues de cada sis escoles ortodoxes i una escola heterodoxa de l'hinduisme. Samkhya, una de les escoles més antigues de filosofia índia, posa la natura (Pràcrit) com la causa principal de l'univers, sense suposar l'existència d'un Déu en forma de persona o Ixvarà. Les escoles Carvaka, Nyaya, Vaiixesika van aparèixer als segles vii, vi i ii aC, respectivament. De la mateixa manera, encara que sense nom i mai articulada en un sistema coherent, una tradició dins de la filosofia confuciana va adoptar una forma de naturalisme que data del Wang Chong al segle i, si no abans, però va sorgir independentment i va tenir poca influència en el desenvolupament del naturalisme modern.
El naturalisme metafísic occidental es va originar a partir de la filosofia grega antiga. Els primers filòsofs presocràtics, especialment els milesians (Tales, Anaximandre i Anaxímenes) i els atomistes (Leucip i Demòcrit), van ser etiquetats pels seus companys i successors com els physikoi (del grec φυσικός o physikos, que significa filòsof natural, que prové de la paraula φύσις o physis, que significa natura) perquè van investigar les causes naturals, excloent sovint qualsevol paper dels déus en la creació o funcionament del món. Això va acabar donant lloc a sistemes completament desenvolupats com l'epicurisme, que intentava explicar tot allò que existeix com a producte de la caiguda d'àtoms i que es desvien en un buit.
Aristòtil va examinar el pensament dels seus predecessors:
El món de les formes eternes i immutables de Plató, imperfectament representat en la matèria per un artesà diví, contrasta fortament amb els diversos mecanismes de cosmovisió, dels quals l'atomisme era, almenys al segle IV, el més destacat […] Aquest debat havia de persistir a tot el món antic. El mecanisme atomista va rebre un tret al braç d'Epicur […] mentre que els estoics van adoptar una teologia divina […] L'elecció sembla senzilla: o mostrar com un món estructurat i regular podria sorgir de processos no dirigits o injectar intel·ligència al sistema. Així va ser com Aristòtil […] quan encara era un jove acòlit de Plató, veia les coses. Ciceró […] conserva la pròpia imatge de la cova d'Aristòtil: si els troglodites es portessin sobtadament al món superior, immediatament suposarien que s'havia ordenat de manera intel·ligent. Però Aristòtil va créixer abandonant aquesta visió; tot i que creu en els éssers divins, el primer motor no és la causa eficient de l'acció a l'Univers i ni hi juga cap part en la construcció o ordenació […] Però, tot i que rebutja a les deïtats artificials, Aristòtil no recorre a un mecanisme de forces aleatòries. En el seu lloc, busca trobar un camí entre les dues posicions, una que es basi en gran manera en la noció de Natura, o la phusis.
Amb l'ascens i el domini del cristianisme a Occident i la posterior difusió de l'islam, el naturalisme metafísic va ser gradualment abandonat pels intel·lectuals. Per tant, hi ha poques evidències en la filosofia medieval. La reintroducció de l'epistemologia empírica d'Aristòtil, així com dels tractats prèviament perduts dels filòsofs naturals grecoromans, que van començar els escolàstics medievals sense resultar en un augment notable del compromís amb el naturalisme.

### Filosofia moderna
No va ser fins a l'era moderna de la filosofia i del Segle de la Il·lustració que naturalistes com Benedict Spinoza (que van proposar una teoria del paral·lelisme psicofísic), David Hume. i els defensors del materialisme francès (sobretot Denis Diderot, Julien La Mettrie i el baró d'Holbach) van començar a sorgir de nou als segles XVII i XVIII. En aquest període, alguns naturalistes metafísics es van adherir a una doctrina diferent, el materialisme, que es va convertir en la categoria dominant del naturalisme metafísic àmpliament defensat fins a finals del segle xix.
Immanuel Kant va rebutjar posicions materialistes (reduccionistes) en la metafísica, però no li era hostil al naturalisme. Es considera que la seva filosofia transcendental és una forma de naturalisme liberal.
A la filosofia moderna tardana, Naturphilosophie, una forma de filosofia natural, va ser desenvolupada per Friedrich Wilhelm Joseph von Schelling i Georg Wilhelm Friedrich Hegel com a intent de comprendre la natura completa i esbossar la seva estructura teòrica general.
Una versió del naturalisme que va sorgir després de Hegel va ser el materialisme antropològic de Ludwig Feuerbach, que va influir en el materialisme històric de Karl Marx i Friedrich Engels, la filosofia de la naturalesa "dialèctica materialista" d'Engels (Dialèctica de la natura) i el materialisme dialèctic del seu seguidor Gueorgui Plekhànov.
Una altra escola notable de filosofia moderna tardana que defensava el naturalisme va ser el materialisme alemany: els membres van incloure a Ludwig Büchner, Jacob Moleschott i Carl Vogt.

## Filosofia
Segons Steven Schafersman, el naturalisme és una filosofia que ho sosté:
- "La natura engloba tot allò que existeix al llarg de l'espai i el temps;
- La natura (l'Univers o cosmos) consisteix només en elements naturals, és a dir, en substància física espaciotemporal — massa-energia. Les substàncies no físiques o quasi físiques, com ara la informació, les idees, els valors, la lògica, les matemàtiques, l'intel·lecte i altres fenòmens emergents, ja siguin supervisades sobre el físic o no es poden reduir a un concepte físic;
- La natura opera segons les lleis de la física i, en principi, pot ser explicada i entesa per la ciència i la filosofia;
- Allò sobrenatural no existeix, és a dir, només la naturalesa és real. El naturalisme és, per tant, una filosofia metafísica oposada principalment al sobrenaturalisme ".

O, com va dir succintament Carl Sagan: "El Cosmos és tot el que és, va ser o serà".
A més, Arthur Coleman Danto afirma que el naturalisme, en l'ús recent de la paraula, és una espècie de monisme filosòfic segons el qual tot el que existeix o passa és natural en el sentit de ser susceptible d'explicació mitjançant mètodes que, tot i que poden ser explicats per les ciències naturals, són un continu de domini en domini d'objectes i esdeveniments. Per tant, el naturalisme es defineix com un repudi de la visió que existeix o podria existir qualsevol entitat que, en principi, es troba fora de l'abast de l'explicació científica.
Arthur Newell Strahler afirma que "la visió naturalista és que l'univers particular que observem va existir i ha funcionat durant tot el temps i arreu sense l'impuls ni la guia de cap agència sobrenatural". "La gran majoria dels filòsofs contemporanis insten que aquesta realitat sigui esgotada per la naturalesa, sense contenir res "sobrenatural", i que el mètode científic s'hagi d'utilitzar per investigar totes les àrees de la realitat, inclòs "l'esperit humà". "Els filòsofs consideren àmpliament el naturalisme com un terme "positiu" i "pocs filòsofs actius en l'actualitat estan contents d'anunciar-se com a" no naturalistes". "Els filòsofs relacionats amb la religió tendeixen a ser menys entusiastes amb el naturalisme".
Alvin Plantinga va afirmar que "se suposa que el naturalisme no és una religió. Tanmateix, en un aspecte molt important, s’assembla a la religió en exercir la funció cognitiva d'una religió. Hi ha un conjunt de preguntes humanes profundes a les quals una religió sol donar resposta. De la mateixa manera, el naturalisme dona un conjunt de respostes a aquestes preguntes ".

## Naturalisme metodològic
El naturalisme metodològic s'ocupa dels mètodes per aprendre què és la naturalesa. Aquests mètodes són útils per a l'avaluació d'afirmacions sobre l'existència i el coneixement i per a la identificació de mecanismes causals responsables de l'aparició de fenòmens físics. Intenta explicar i provar els esforços, hipòtesis i esdeveniments científics amb referència a causes i esdeveniments naturals.
Aquest segon sentit del terme "naturalisme" cerca proporcionar un marc dins del qual realitzar l'estudi científic de les lleis de la naturalesa. El naturalisme metodològic és una manera d'adquirir coneixement. És un sistema de pensament diferent relacionat amb un enfocament cognitiu de la realitat i, per tant, és una filosofia del coneixement. Els estudis de la sociòloga Elaine Ecklund suggereixen que els científics religiosos a la pràctica apliquin el naturalisme metodològic. S'ha observat que les seves creences religioses afecten la manera com pensen sobre les implicacions, sovint morals, del seu treball, però no la manera com practiquen la ciència.

## Naturalisme ètic
El naturalisme ètic (també anomenat naturalisme moral) és la visió metaètica que afirma:
1. Les oracions ètiques expressen proposicions.
2. Algunes d'aquestes proposicions són certes.
3. Aquestes proposicions es fan realitat mitjançant característiques objectives del món independents de l'opinió humana.
4. Aquestes característiques morals del món són reductibles als judicis de fet i empíric, tipus científic.

És important distingir les versions de naturalisme ètic que han rebut l'interès filosòfic més sostingut, per exemple, el realisme de Cornell, de la posició que "la manera com són les coses és sempre la forma en que haurien de ser", que pocs naturalistes ètics sostenen. Tanmateix, el naturalisme ètic rebutja la distinció entre fets i valors: suggereix que la investigació al món natural pot augmentar el nostre coneixement moral de la mateixa manera que augmenta el nostre coneixement científic. De fet, els defensors del naturalisme ètic han argumentat que la humanitat necessita invertir en la ciència de la moral, un camp ampli i poc definit que utilitza evidència de la biologia, primatologia, antropologia, psicologia, neurociència i altres àrees per classificar i descriure el comportament moral.

## Crítica
El filòsof i teòleg Alvin Plantinga, un conegut crític del naturalisme en general, comenta:
"El naturalisme presumiblement no és una religió. Tot i això, en un aspecte molt important s'assembla a la religió: es pot dir que exerceix la funció cognitiva d'una religió. Hi ha una gamma de preguntes humanes profundes a les quals una religió sol donar una resposta... Com una religió típica, el naturalisme dona un conjunt de respostes a aquestes i altres preguntes similars ".
Plantinga en el seu argument evolutiu contra el naturalisme afirma que la probabilitat que l'evolució hagi produït humans amb creences fiables i veritables és baixa o inescrutable, llevat que la seva evolució hagi estat guiada, per exemple, per Déu.